# Hollands (dialect)
Hollands is samen met het Brabants het meest gesproken hoofddialect van het Nederlands. Het geldt daarnaast als een van de hoofdgroepen binnen het Nederfrankisch, naast het Brabants, Zeeuws, Vlaams, Kleverlands en Limburgs. Het wordt voornamelijk gesproken in de provincies Noord- en Zuid-Holland, Utrecht, Flevoland en op een deel van de Nederlandse Waddeneilanden.
In België wordt de term "Hollands" vaak in bredere zin gebruikt om te verwijzen naar de Nederlandse taal zoals ze in heel Nederland wordt gesproken. Buiten Nederland en Vlaanderen wordt de term gewoonlijk gebruikt voor het Nederlands zonder meer. In Nederland verstaat men er de meeste dialecten van Noord-Holland, Zuid-Holland en soms ook Utrecht onder, en vaak ook het Standaardnederlands.

## Historische ontwikkeling

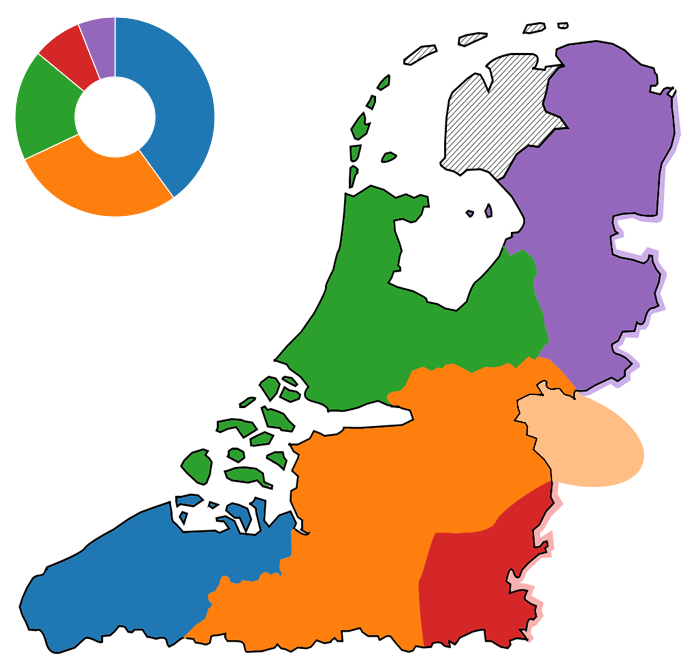
Kaart met de vijf hoofddialecten van het Middelnederlands. Het cirkeldiagram toont de relatieve verdeling van de dialectsprekers rond het jaar 1450.
Legende:
Vlaams
Brabants
Hollands-Zeeuws
Limburgs
Oostmiddelnederlands (Middelnederduits)

Aanvankelijk werd in het gebied van het latere graafschap Holland Fries gesproken. Nederfrankische kolonisten hebben later, tijdens en na de Grote Ontginning van de 11e tot de 13e eeuw in wat ook wel de Hollands-Utrechtse laagvlakte wordt genoemd, vanuit het zuiden die taal langzamerhand verdrongen, of er is sprake geweest van een langzame overneming van Nederfrankische vormen.
In de 16e eeuw kwam de standaardisering van het Nederlands goed op gang. Het stadsdialect van Antwerpen was toen het meest invloedrijk. Holland was in die tijd de meest verstedelijkte provincie. De taal die de elite van de Hollandse steden gebruikte, richtte zich sterk op de taal van Antwerpen.
Het proces van taalverandering kwam echter in een stroomversnelling toen in 1585 Antwerpen viel. Vele tienduizenden Brabanders en Vlamingen vluchtten naar Holland en vestigden zich in de steden. Er ontstond een nieuwe spreektaal, die een mengeling moet zijn geweest van de oorspronkelijke Hollandse stadsdialecten en de taal van de migranten. Hoe groot de relatieve bijdrage is geweest, is nu niet meer goed na te gaan: de oorspronkelijke Hollandse dialecten zijn slechts fragmentarisch vastgelegd. De elite bleef echter de Brabantse schrijftaal gebruiken, die in de loop der eeuwen maar heel langzaam aan de spreektaal aangepast werd en eerst voornamelijk veranderde door Hoogduitse en Nedersaksische toevoegingen via de Bijbelvertaling van 1618.
De eerste goede gegevens die over de spreektaal bekend zijn, stammen pas uit de 19e eeuw. Op dat moment vindt men in de steden een spreektaal, vooral zich onderscheidend door een specifiek accent, die vrijwel identiek is aan de schrijftaal; op het platteland zijn er echter gebieden die een sterk afwijkend dialect spreken. Het is niet duidelijk of deze situatie het gevolg is van het vernietigen van de oorspronkelijke Hollandse dialecten door de schrijftaal – waarbij de plattelandsdialecten dan de restanten zijn van het originele Hollands – of dat de schrijftaal juist de verandering van de oorspronkelijke spreektaal geremd heeft – waarbij de plattelandsdialecten steeds sterker zijn gaan afwijken, waardoor het vermoeden is ontstaan dat dit het originele Hollands moet zijn. Deze dialecten zijn te vinden in de Zaanstreek, en in het groot Kennemergebied. Dat laatste verschijnsel heeft zich in ieder geval in België voorgedaan: door het vervangen van het Nederlands door Frans als standaardtaal zijn de dialecten daar sterk gaan divergeren. De spreektaal in Holland staat daarom tegenwoordig van alle dialecten zonder meer het dichtst bij het Standaardnederlands. Een volkswijsheid beweert dat in Haarlem het zuiverste Nederlands te horen valt. Taalkundigen zien de uitspraak echter als een misvatting. Waarschijnlijk is het de 19e-eeuwse (Haarlemse) dialectonderzoeker Winkler geweest die deze misvatting in de wereld heeft geholpen.
Dialecten die meer van hun oorspronkelijke mengeling tussen het Fries en Nederfrankisch hebben bewaard vindt men in de provincie Noord-Holland ten noorden van het IJ, in West-Friesland, de Zaanstreek (het Zaans lijkt met sommige woorden op het West-Fries maar is voor de rest een eigen Noord-Hollands dialect). Ook vindt men de mengeling nog terug in de vissersdorpen IJmuiden, Noordwijk, Katwijk en Scheveningen.

## Hoofdkenmerken
Kenmerken van het Hollands, gedeeld met het Brabants en het Zeeuws, zijn het ontbreken van het reflexivum (hem of z'n eige in plaats van het Hoogduitse zich - zo ook hem in plaats van zijn), de verledentijdsvormen docht en brocht voor dacht en bracht en het ontbreken van het persoonlijk voornaamwoord du. Het Hollands onderscheidt zich van de andere Nederlandse hoofddialecten door de woorden nou en jou (Zeeuws noe en joe, Brabants nu en u/oe), het samenvallen van de klassen van mannelijke en vrouwelijke woorden, jij in plaats van gij, de vorming van verkleinwoorden op -ie en -tje (Zeeuws: -(t)je, Brabants -(s)ke) en oorspronkelijk de uitgang -e voor de tweede persoon enkelvoud.
Verder treft men in de dialecten van Zuid-Holland-Zuid veel Zeeuwse kenmerken aan, terwijl de dialecten van West-Friesland en in andere delen van Noord-Holland boven het IJ, duidelijke invloed van het Fries tonen — in die streek werd zeker tot in de middeleeuwen Fries gesproken en later ook de mengtaal West-Fries, tot ongeveer de 19e eeuw.

## Verdeling
De Hollandse dialecten worden als volgt opgedeeld:
- Kern van het Hollands
  - Strand-Hollands
  - Midden-Hollands
  - Zuid-Hollands
  - Westhoeks

- West-Fries/Hollands overgangsgebied
  - Kennemerlands
  - Zaans
  - Waterlands

- West-Fries
  - Land-West-Fries
  - Eiland-West-Fries

## Verwante variëteiten en alternatieve indelingen

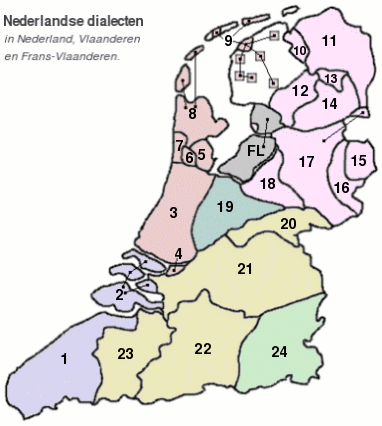
Kaart met Bildts, Midslands, Stads-Fries en Amelands als Hollands (Jo Daan, 1969)

Soms worden het Stadsfries en het Bildts ook tot het Hollands gerekend. Deze variëteiten worden in grote delen van Friesland, verschillende Friese steden, Vlieland, Ameland en de plaatsen Kollum en Midsland gesproken.
De basis van het Afrikaans ligt deels in het Hollands.